# 孫鸞
孫鸞（?—?），字仲翔，贵州贵阳人，清朝末年政治人物，同進士出身。
光緒三十年（1904年）太后七旬万寿甲辰恩科進士，三甲七十六名，后官湖南保靖縣知縣。